# Saint-Bonnet-près-Orcival
Saint-Bonnet-près-Orcival é uma comuna francesa na região administrativa de Auvérnia-Ródano-Alpes, no departamento Puy-de-Dôme. Estende-se por uma área de 14,79 km². Em 2010 a comuna tinha 508 habitantes (densidade: 34,3 hab./km²).